# Asterella cruciata
Asterella cruciata là một loài rêu trong họ Aytoniaceae. Loài này được Stephani Horik. mô tả khoa học đầu tiên năm 1951.